# Szabó Gábor (gépészmérnök)
Keszthelyi-Szabó Gábor (Karcag, 1953. április 16. –) gépészmérnök, 2003-2010 között a Szegedi Tudományegyetem rektora.
2008-tól az MTA doktora.

## Élete
Egyetemi tanulmányait az Élelmiszertechnológiai Egyetemen végezte Moszkvában 1971–1976 között. 1976-ban okleveles gépészmérnök lett. A Budapesti Műszaki és Gazdaságtudományi Egyetem hallgatója volt 1980–1982 között. 1982-ben gépipari gazdasági mérnök képesítést szerzett.
Közben 1976 óta a Szegedi Élelmiszeripari Főiskolán dolgozik. 1997–1999 között egyetemi docens volt. 1999–től tanszékvezető egyetemi tanár. 2000–től a Szegedi Tudományegyetem rektorhelyettese.
Kutatási területe az élelmiszerporok agglomerálási-szárítási elmélete és gyakorlata, élelmiszeripari és biotechnológiai műveletek, konvektív-mikrohullámú hibrid energiaterű hő-, anyag- és impulzustranszport-folyamatok.
Egy 2017-ben nyilvánosságra került hangfelvétel szerint vélhetően még 2016-ban egy hallgatót azzal fenyegetett, hogy abban az esetben ha ismét megválasztják a több botrányal is fémjelzett Török Márkot a hallgatói önkormányzat vezetőjének veszélybe kerül a mesterdiplomája.
2019. július 15-től a 2023. Június 30-ig a Gábor Dénes Egyetem rektora volt.

## Magánélete
Felesége Türkössy Anikó.

## Díjai, kitüntetései
- A műszaki tudományok kandidátusa (1988)
- Széchenyi professzor ösztöndíjas (1998)

## Külső hivatkozások
- http://media.bibl.u-szeged.hu/linklap/images/cikkek/linklapold/regyetem/r_szabo.htm
- Prof. Dr. Szabó Gábor[halott link]
- Életrajza az SZTE EHÖK-n